# بلیکر
بلیکر (به هلندی: Blaker) یک منطقهٔ مسکونی در هلند است که در وستلاند واقع شده‌است.